# Chrysopa viridana
Chrysopa viridana är en insektsart som beskrevs av Schneider 1845. Chrysopa viridana ingår i släktet Chrysopa och familjen guldögonsländor. Inga underarter finns listade i Catalogue of Life.